# Isaac Moillon
Isaac Moillon (* 1614 in Paris; † 1673 ebenda) war Maler. Bis in die 1980er Jahre blieb sein Werk weitgehend unbeachtet, doch dann wurde es durch die Kunstgeschichte entdeckt und gewürdigt. Vielfach wird die Einzigartigkeit seiner Darstellungsweise für einen Maler des 17. Jahrhunderts hervorgehoben, z. T. muss jedoch auch die Banalität mancher Bilder eingestanden werden.

## Leben
Isaac war der Sohn des Malers und Gemäldehändlers Nicolas Moillon. Seine ältere Schwester, Louise Moillon, war ebenfalls Malerin. Genau wie seine Schwester ist Isaac vor allem für Stillleben bekannt, allerdings war sein Interesse breiter gefächert als das seiner Schwester. Er lebte in Paris in der damaligen Rue de Bourbon (heute Rue de Lille), wo er auch starb. Insgesamt ist über sein Leben recht wenig bekannt. Sicher scheint, dass er Protestant und ledig war. Der Beginn seines künstlerischen Schaffens glaubt man in den Jahren zwischen 1634 und 1637 ansetzen zu können. In dieser Zeit soll er Wandmalereien in einem Pariser Hotel angefertigt haben. Gewisse Bekanntheit erlangte er durch seine im Jahr 1646 angefertigten Gemälde für das Hôtel-Dieu de Beaune. Seit 1655 war er Mitglied der königlichen Akademie. 1673 starb er aus bisher unbekannten Gründen im Alter von 59 Jahren.

## Werk
Nach derzeitigem Kenntnisstand umfasst sein Werk etwa 40 Bilder.

### Wandmalereien im Hôtel Bautru in Paris
Zwischen 1634 und 1637 ließ Louis Le Vau in Paris an der Ecke Rue Vivienne und Rue des Petits Champs das Hôtel Bautru errichten. Für die künstlerische Ausgestaltung der Eingangshalle und der Galerie wurde Isaac Moillon engagiert. Wie Henri Sauval in seinem Buch Histoire et recherches des antiquités de la ville de Paris, welches 1724 veröffentlicht, aber bereits Mitte des 17. Jahrhunderts verfasst wurde, überliefert, wählte Isaac Moillon ein Kriegsmotiv. Das Hotel wurde und die Bilder im Jahre 1823 zerstört, sodass von diesem ersten Werk des jungen Künstlers nichts mehr erhalten ist.

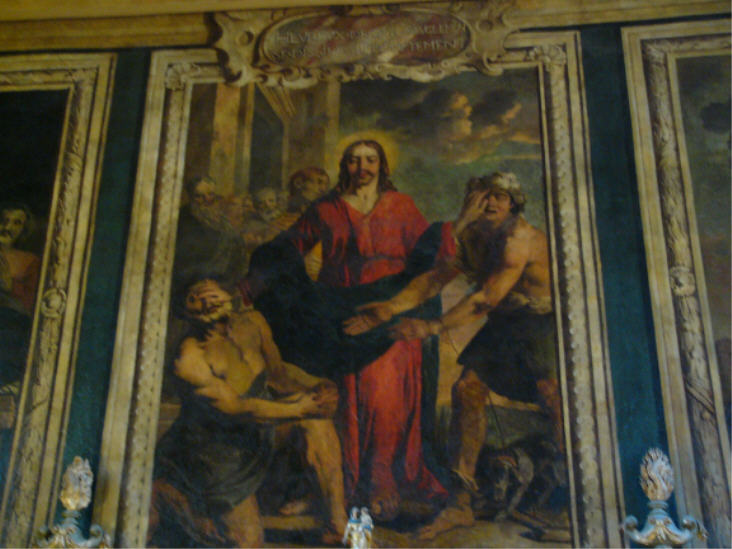
Abb. 1 – Gemälde aus dem Wunderzyklus

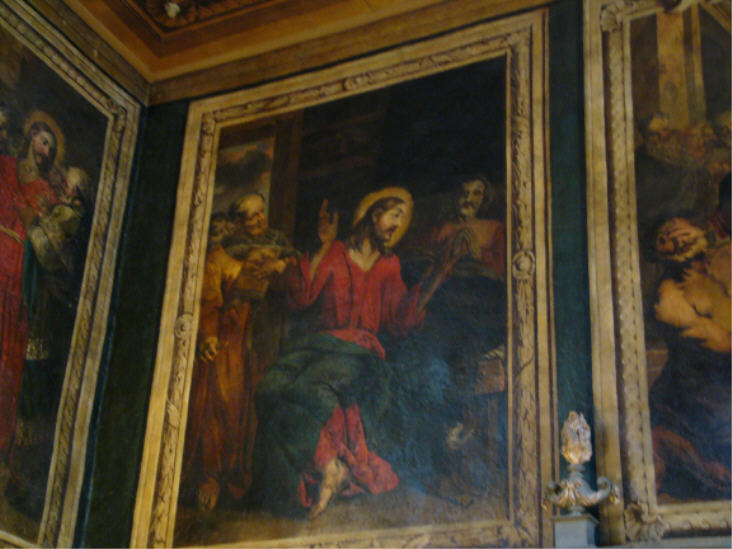
Abb. 2 – Gemälde aus dem Wunderzyklus

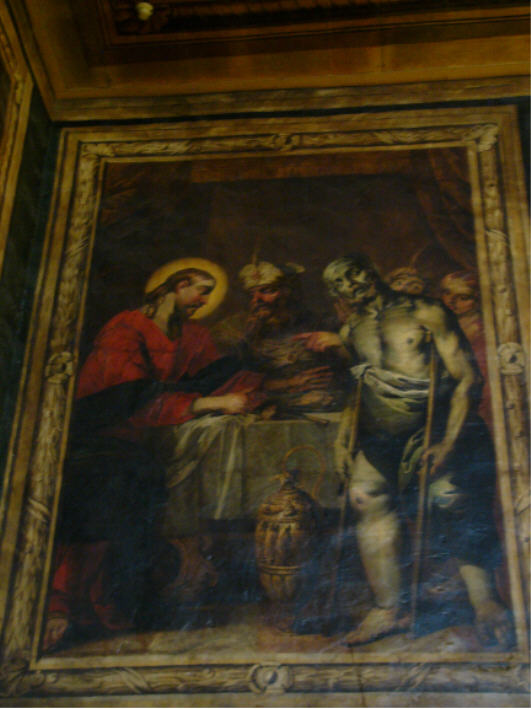
Abb. 3 – Gemälde aus dem Wunderzyklus

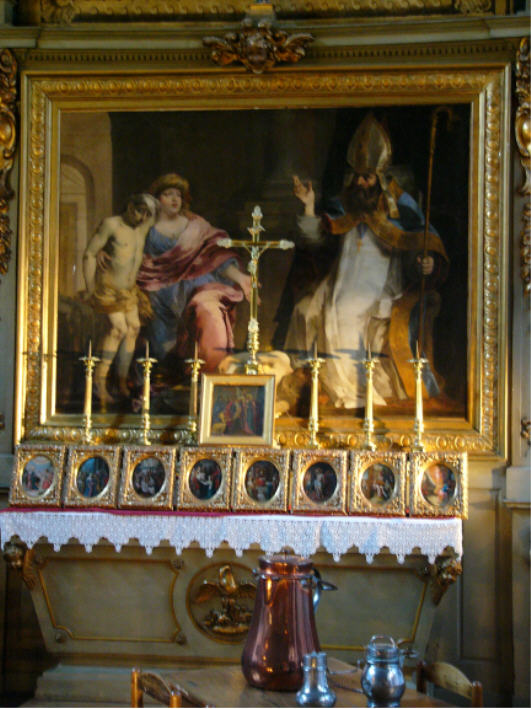
Abb. 4 – Altarbild

### Bilder im Hôtel-Dieu in Beaune
Im Jahre 1645 lässt Hugues Bètault im Hôtel-Dieu in Beaune einen weiteren Saal bauen, um mehr Platz für die Krankenpflege zu erhalten. Diesen Saal ließ er kurz nach seiner Fertigstellung zunächst prachtvoll dekorieren, bevor er seiner tatsächlichen Bestimmung übergeben wurde. Den Auftrag erhielt Isaac Moillon.
Dieser malte 9 große Bilder mit Öl auf Mauer, in denen er Wunderheilungen Christi darstellte.(Abb. 1–3) Jedes dieser Gemälde hatte ein Ausmaß von 400 × 275 cm. Der hier erkennbare monumentale Charakter in der Darstellungsweise sollte typisch werden für Isaac Moillons Werk. Alle 9 Szenen fallen jedoch vor allem durch ihre Einfachheit auf. Ihre Motive und die Aussageabsicht sollte schnell durchschaubar sein, da man den hier lagerten Patienten keine Rätsel aufgeben, sondern ihnen durch die Bilder Hoffnung vermitteln wollte.
Das Altarbild (Abb. 4) zeigt den Heiligen Hugo, wie er ein ertrunkenes Kind wieder zum Leben erweckt. Hierbei ist sowohl das Ertrinken als auch das Wiedererwecken in einem Bild dargestellt, was jedoch für das 17. Jahrhundert eine durchaus typische Darstellung war. Zwei Engel, gemalt auf Holz, umrahmen die Darstellung. Die Ausmaße des Bildes betragen 176 × 237 cm. Dieses Bild war Bestand der Ausstellung Grand siécle des Jahres 1993 und stellt somit das erste Bild dar, welches in einer öffentlichen Ausstellung gezeigt wurde.
Auch das Deckengemälde des Saals Saint Hugues stammt von Isaac Moillon. Es stellt das Wunder des Schwimmbades von Bethzaida aus dem Evangelium des Johannes dar. Das Bild wurde ursprünglich auf ein 1450 × 1000 cm großes Tuch gemalt, welches dann an die Decke gespannt wurde. Künstlerisch fällt dieses Bild besonders dadurch auf, dass der Betrachter sich von unten herblickend quasi im Wasser des Schwimmbades befindet. Eine Restaurierung im Jahre 1819 vermochte dem Bild wenig Gutes zu tun, sodass man im Jahre 1943 eine erneute Restaurierung vornahm. Dabei teilte man das Gemälde in 40 Stücke und spannte jedes Teil auf Bretter, die man anschließend wieder an der Decke befestigte.
In weiteren Sälen des Hôtel-Dieu befinden sich das 200 × 190 cm große Gemälde La Pentecôte, das 110 × 160 cm große Bild La Résurrection und das etwas kleinere (60 × 51 cm) Gemälde La Madeleine au pied de la croix. Letzteres ist unsigniert und wurde deshalb Moillon erst in den 1990er-Jahren zugeordnet. Wann diese drei Gemälde entstanden, ist nicht überliefert.
Im Saal Saint Louis hängt ein weiteres Gemälde des Künstlers: La mort de saint Louis. Es ist 180 × 255 cm groß und wurde erst 1655 angefertigt, also war Isaac Moillon noch einmal zu einem späteren Zeitpunkt in seine frühere Wirkungsstätte zurückgekehrt.

### Weitere Werke
Die zahlreichen Arbeiten im Hôtel-Dieu mögen dazu beigetragen haben, dass Isaac Moillon in Burgund bekannter wurde und hier weitere Aufträge ausführen konnte. Auf einige weitere seiner Werke sei hier hingewiesen:
- In Auxey-Duresses in der Kirche Saint-Martin befindet sich noch heute das Ölgemälde Le Christ mort. Es hat eine Größe von 93 × 130 cm und wurde durch Isaac Moillon signiert. Das Entstehungsdatum ist bisher unbekannt.
- In Beaune befindet sich in der Kirche Notre-Dame ein Gemälde mit dem Titel Saint Yves. Es ist 239 × 189 cm groß und wurde von Moillon unterzeichnet. Das Entstehungsjahr ist bisher unbekannt.
- Im Schloss Villeneuve-Lembron hängt ein Gemälde mit dem Titel L’empoisonnement de Camma et Synorix au temple de Diane. Es ist 123 × 196 cm groß und wurde im Jahre 1655 angefertigt.
- In der Kathedrale von Moulins hängt ein 218 × 162 cm großes Bild mit dem Titel L’Annonciation aus dem Jahre 1654, welches aus 2 Tafeln besteht. Die eine Tafel stellt den Erzengel Michael dar, die andere die Jungfrau Maria.